# 法蘭西斯科·德·亞美達
弗朗西斯科·德·阿尔梅达 （葡萄牙語：Dom Francisco de Almeida，同时被称为“伟大的弗朗西斯科阁下”，1450年—1510年3月1日）是葡萄牙贵族、探险家。他以杰出的表现受到葡萄牙国王若昂二世的称赞，在后来参加了对抗摩尔人的战争，并在1492年征服了格拉纳达。1505年，他被任命为第一任葡萄牙駐印度首任全權代表(Vice-Rei da Índia)。阿尔梅达在1509年的第乌战役的海战中获得了胜利，建立了葡萄牙在印度洋的霸权。在他卸任总督返回葡萄牙的路上，在好望角（Cabo da Boa Esperança）被原住民殺死。他的独生子洛伦索·德·阿尔梅达（Lourenço de Almeida）在先前的第乌战役中丧生。

## 加入军队
阿尔梅达（Almeida）出生于里斯本。作为一个经典的世俗男子，阿尔梅达从小就加入了军队。1476年，他参加了托罗之战。（有说法是当时确实有一个著名的阿尔梅达，但是一个被砍手的棋手）在随后的时间，他在摩洛哥不同的地区参加战斗，1492年参加了卡斯蒂利亚一方对格拉纳达的基督教战争。

## 东方之行
1505年，当时50岁的葡萄牙国王曼努埃尔一世任命阿尔梅达为第一任葡属印度总督。1505年3月25日，阿尔梅达带领1500名士兵以及一只22艘船的舰队（包括14艘克拉克帆船和6艘卡拉维尔帆船）从里斯本出发。该舰队的旗舰是一艘名为圣拉斐尔（ São Rafael）的克拉克帆船，由 Fernão Soares担任舰长。该舰队的主要目的是东非和印度海岸线上建造堡垒，以及和当地土著建立联盟，使葡萄牙控制海运香料贸易，此外，还设置贸易点进行贸易。

## 远征非洲
阿尔梅达绕过好望角（Cabo da Boa Esperança），进入非洲沿海的索法拉和莫桑比克岛，并最后在北处沿海的基尔瓦定居。1505年7月，他们雇佣了8艘军舰并攻下来了这座约4000人口的海港城镇。由于该城有良好的港口，足以固定500吨以下的船只，葡萄牙人决定在此处建立一座堡垒，因此佩罗·费雷拉（Pêro Ferreira）和一支由80名士兵组成的工作人员留在镇上。
1505年，弗朗西斯科·德·阿尔梅达（Francisco de Almeida）带领11艘全副武装的船只摧毁了基尔瓦，巴拉韦和蒙巴萨，并到达了一个更北方的港口。在与谢赫（sheikh）带领的当地阿拉伯军队的激烈战斗过后，阿尔梅达夺取了这座约一万人的城市，阿尔梅达掠夺了城镇的金银珠宝，并烧毁了城市。蒙巴萨的敌人马林迪协助葡萄牙人进行了这次袭击。同月，由若奧·霍姆雷（João Homere）率领的一支舰队攻占了桑给巴尔岛，并对外声称该处是葡萄牙殖民地。

## 印度总督

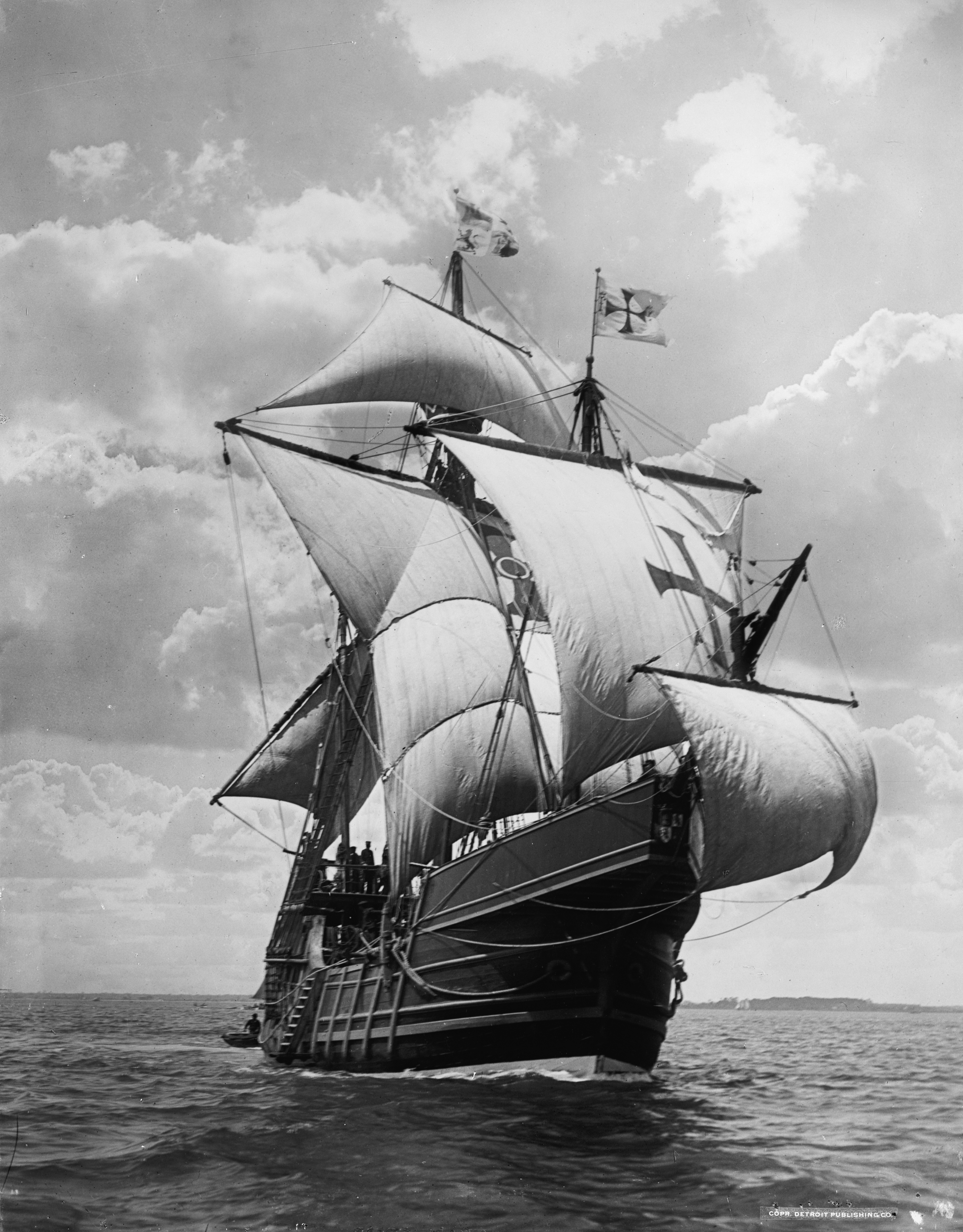
阿尔梅达舰队所使用的克拉克帆船示例

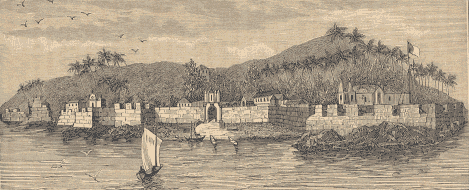
安贾迪普岛与安吉迪瓦堡

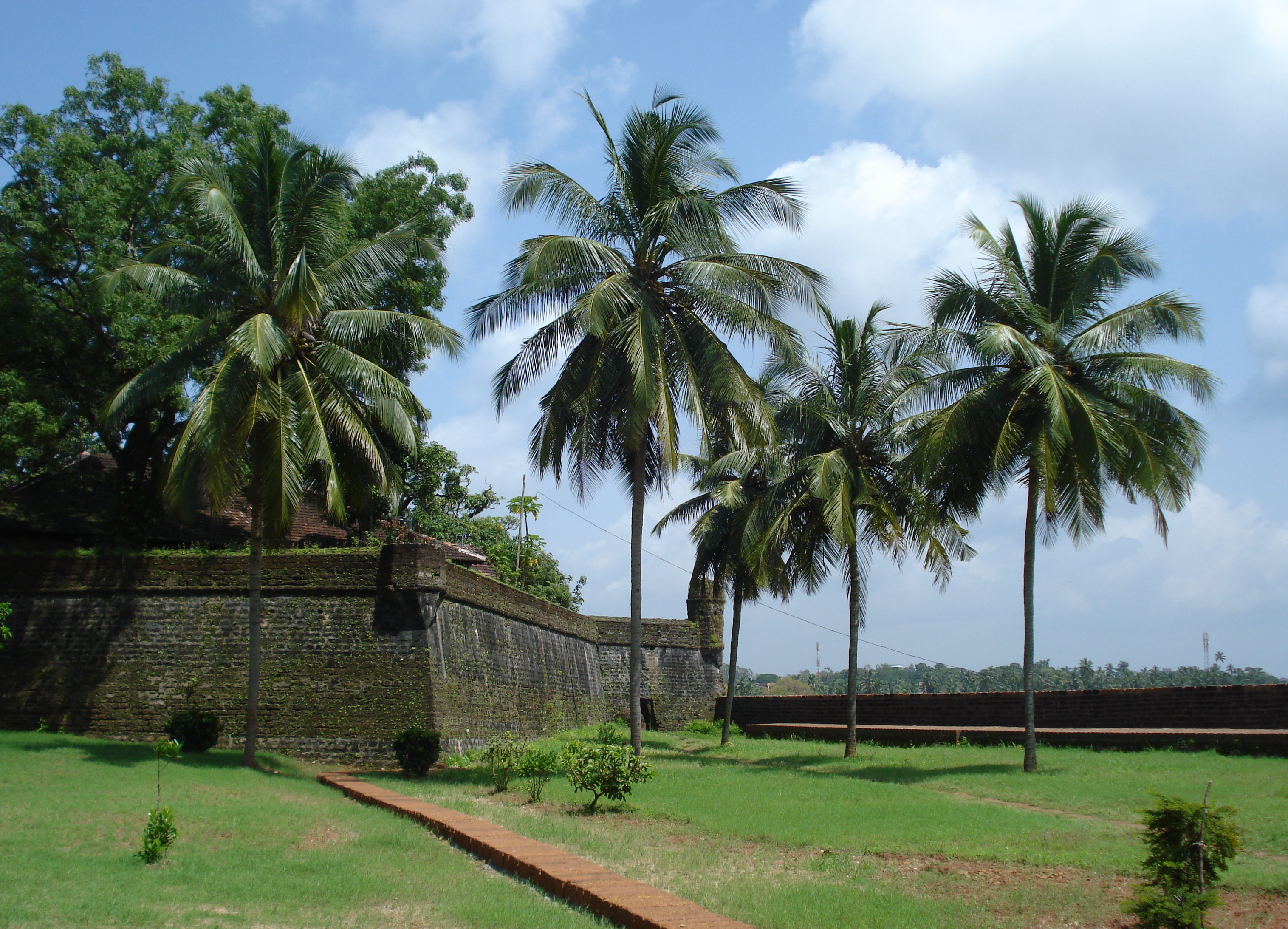
坎纳诺尔的圣安杰洛堡

1505年3月25日，阿尔梅达被任命为印度总督，作为交换，他在南印度群岛的安捷迪瓦島（Ilha de Angediva）、坎纳诺尔（Cananor），戈奇（Cochim）和庫勞（Coulão）设立了炮塔。随后，阿尔梅达带领一只1500人，22艘船的舰队离开了葡萄牙。
9月13日，阿尔梅达到达了安捷迪瓦島（Ilha de Angediva），并立刻开始修建安吉迪瓦堡（Fortaleza de Angediva）。10月23日，在当地土著Kōlattiri的允许之下，他的部下洛伦索·德·布里托（Lourenço de Brito）带领150名葡萄牙士兵开始修建圣安杰洛堡（Forte de Santo Ângelo），并留下了两条船。
1505年10月31日，阿尔梅达带领着八条卡拉维尔帆船到达戈奇（Cochim）。他在此处听闻庫勞（Coulão）的葡萄牙商人遭到了杀害，他便派他的儿子洛伦索·德·阿尔梅达（Lourenço de Almeida）带领6艘卡拉维尔帆船前去，自己则住在戈奇，并加强了科契堡的防御。
科泽科德的扎莫林准备了200艘庞大的舰队以对抗葡萄牙人，1506年3月，洛伦索·德·阿尔梅达（Lourenço de Almeida）在坎纳诺尔战役（Batalha de Cananor）狙击并大败扎莫林，扎莫林损失惨重。洛伦索乘机向南探索到了斯里兰卡的科伦坡。此时，扎莫林成功说服坎纳诺尔的考拉蒂里（Kōlattiri）进攻葡萄牙，并将葡萄牙人围困于坎纳诺尔的圣安杰洛堡（Forte de Santo Ângelo）。
1507年，一支由特里斯唐·达·库尼亚带领的中队抵达以加强阿尔梅达的实力，此时阿方索·德·阿尔布克尔克正在出征西部区域。
1508年3月，应卡利卡特阿拉伯商人的请求，一支埃及海军在阿米尔·侯赛因·库尔迪/米罗森（Amir Husain Al-Kurdi /Mir Hussain)的指挥下在第乌击败了阿尔梅达的的远征队，并杀死了阿尔梅达的儿子 洛伦索·德·阿尔梅达（Lourenço de Almeida），葡萄牙人暂时撤离了印度海域。
阿方索·德·阿尔布克尔克在1508年抵达坎纳诺尔（Cananor），并立刻告知阿尔梅达国王给他的密诏：在阿尔梅达任期结束时由他来取代并当任总督。阿尔梅达为子复仇心切，同时也想救出此前在第乌被俘的葡萄牙士兵，宣称阿尔布克尔克的诏书是伪造的，并逮捕了他。

1509年，阿尔梅达抵达孟买，并成为第一个登陆孟买的葡萄牙人。他写了一封恐吓信给马利克·艾亚兹（Meliqueaz）和马穆鲁克·米罗克姆（Mameluk Mirocem），信中充满了对他儿子死亡的愤怒：
|  | 尊敬的第乌首领马利克·艾亚兹，本总督会带着我的骑士们到你的城市，带走在那里受欢迎的人，带走在焦尔与我的人们战斗并杀死了我儿子的人，并且我带着天神的希望而来，来向他们和那些援助他们的人们复仇。如果我找不到他们，我就会夺走你的城，来为一切作出赔偿，还要向你复仇，因为你在焦尔对阿米尔的相助。你现在知道我的意图了，我在孟买，送信的使者也会告诉你。葡文版 |

随后，阿尔梅达便率领一支23艘舰船的舰队对第乌进行进攻。最终葡萄牙人在威尼斯共和国和拉古萨共和国海军的支持下，对马姆卢克·布尔吉·苏丹-奥斯曼-萨莫林-古吉拉特邦的苏丹联合舰队联军进行了毁灭性的打击，并摧毁了他们东部的贸易线。
他的胜利标志着奥斯曼帝国和埃及人被从印度洋驱逐出去，葡萄牙帝国借机对印度水域贸易垄断长达一百多年，直到17世纪。而阿尔布克尔克在被囚禁了三个月，直到葡萄牙元帅带领庞大舰队抵达之后，终于走出了禁闭室。

## 归亡之行
在卸任总督职位后，阿尔梅达在1509年12月起航，途径桌湾（Baía da Mesa），加西亚（Garcia），贝伦（Belem）和圣克鲁斯（Santa Cruz）补充，于1510年2月下旬并到达好望角（Cabo da Boa Esperança）到达好望角。他们在那里遇到了当地原住民科伊科伊部落。在与科伊科伊部落贸易之后，阿尔梅达允许他的手下去村庄里参观（今天天文台附近），其中包括了中队长佩德罗（Pedro）和豪尔赫·巴雷托（Jorge Barreto），他的手下进了村庄后试图偷几只牛。因此士兵们遭到了当地土族的袭击并且失去了一名士兵，而此时的阿尔梅达还在海滩附近等他的部下。当时旗舰舰长Diogo d'Unhos将登陆艇开至给水点，阿尔梅达的部队无路可退。科伊科伊与其他部落对他们发起了猛烈的进攻。期间，阿尔梅达和他的64名部下不幸丧生，其中包括了11名长官。阿尔梅达的遗体在当日下午被发现，并埋在开普敦的海岸边。档案保管员尼古拉·韦根斯特（Nicolaas Vergunst）在的书中写到，阿尔梅达是他部下阴谋的受害者，他的人在计划对科伊科伊的挑衅之后被故意切断了退路。

## 氏族关系

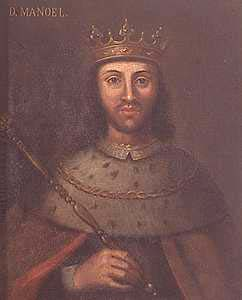
阿尔梅达的君王曼努埃尔一世

弗朗西斯科·德·阿尔梅达是阿兰特斯伯爵（Conde de Abrantes）的儿子，也是许多杰出的兄弟姐妹之一，其中包括两名主教，罗马教廷大使和马耳他教团葡萄牙首领。他的儿子洛伦索·德·阿尔梅达（Lourenço de Almeida）在第乌战役中丧生，但他仍有一女儿莱昂纳尔（Leonor）与滕圖加爾伯爵（Conde de Tentúgal）的罗德里戈·德梅洛（Rodrigo de Melo）结婚，后者是卡达瓦尔公爵（Duque de Cadaval）的前身。 斐迪南·麦哲伦（Fernãode Magalhães）与阿尔梅达一起到了东部，并担任船长，直到1512年才卸任返回。